# Når vi er anderledes
|  | Denne artikel er oprettet af botten PalnaBot ud fra en ekstern database. Den kan derfor have sproglige fejl eller mangler. Denne skabelon kan fjernes efter kontrol af indholdet. |

Når vi er anderledes er en film med ukendt instruktør.

## Handling
Der er oprør og opgør med det etablerede. Provoer og parcelhuse skyder op, og vi skaber nye måder at bo, rejse, tænke og leve på.